# Elasticità di sostituzione

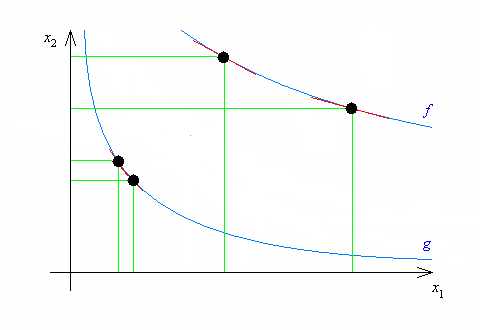
Due isoquanti/curve di indifferenza con differenti elasticità di sostituzione

L'elasticità di sostituzione è un tipo di elasticità utilizzato in economia per misurare il grado di sostituibilità tra beni nell'attività di produzione o consumo.
L'elasticità di sostituzione è data dal rapporto tra la variazione percentuale del rapporto tra l'utilizzo effettivo di due beni (nel consumo o come fattori produttivi nell'attività di produzione) e la variazione percentuale del loro saggio marginale di sostituzione ({\displaystyle \ SMS_{x_{1},x_{2}}}). In termini formali, si ha:
{\displaystyle \ \sigma ={\frac {\frac {\Delta (x_{2}/x_{1})}{x_{2}/x_{1}}}{\frac {\Delta SMS_{x_{1},x_{2}}}{SMS_{x_{1},x_{2}}}}}}
Laddove sia possibile calcolare variazioni infinitesimali delle variabili nell'intervallo di interesse, la formula precedente può essere riscritta come:
{\displaystyle \ \sigma ={\frac {d(x_{2}/x_{1})}{dSMS_{x_{1},x_{2}}}}{\frac {SMS_{x_{1},x_{2}}}{x_{2}/x_{1}}}={\frac {d\log(x_{2}/x_{1})}{d\log SMS_{x_{1},x_{2}}}}}
Assumendo poi l'uguaglianza tra prezzi relativi e saggio marginale di sostituzione (o anche tra costo relativo dei fattori e saggio marginale di sostituzione tecnica, nel caso in cui si tratti di input produttivi), la formula precedente diventa:
{\displaystyle \ \sigma ={\frac {\frac {\Delta (x_{2}/x_{1})}{x_{2}/x_{1}}}{\frac {\Delta (p_{1}/p_{2})}{p_{1}/p_{2}}}}}
o anche, nel caso di variabili continue differenziabili,
{\displaystyle \ \sigma ={\frac {d(x_{2}/x_{1})}{d(p_{1}/p_{2})}}{\frac {p_{1}/p_{2}}{x_{2}/x_{1}}}={\frac {d\log(x_{2}/x_{1})}{d\log(p_{1}/p_{2})}}}
Inoltre, ricordando che il tasso di variazione di un rapporto è dato dalla differenza nei tassi di variazione di numeratore e denominatore, la formula precedente può riscriversi come:
{\displaystyle \ {\frac {{\dot {x}}_{2}}{x_{2}}}-{\frac {{\dot {x}}_{1}}{x_{1}}}=\sigma ({\frac {{\dot {p}}_{1}}{p_{1}}}-{\frac {{\dot {p}}_{2}}{p_{2}}})}
dove {\displaystyle {\dot {x}}_{i}} è la derivata rispetto al tempo (la variazione istantanea osservata) della variabile xi.

## Elasticità di sostituzione e curvatura degli isoquanti
Il concetto di elasticità di sostituzione è nato all'interno dell'economia della produzione e venne sviluppato in modo indipendente da John Hicks (1932) e Joan Robinson (1933) al fine di misurare il grado di sostituibilità nella produzione tra fattori produttivi, in particolare lavoro e capitale.
Come notato subito da Abba Lerner (1933), esso risulta di fatto una misura del grado di curvatura degli isoquanti. In particolare, maggiore è la convessità degli isoquanti, minore sarà la variazione del rapporto nell'utilizzo degli input che farà seguito ad una variazione del rapporto delle loro produttività marginali. Questo perché, poiché il Saggio Marginale di Sostituzione Tecnica (SMST) è uguale al rapporto delle produttività marginali e rappresenta in ogni punto il valore assoluto dell'inclinazione dell'isoquanto, minore è la sua curvatura maggiore sarà lo spostamento lungo lo stesso che dovrà aversi per far variare la pendenza.  
Così, ad esempio, dati due fattori x1 e x2, se il costo relativo del primo aumenta, vi sarà una tendenza a sostituire il primo con il secondo, nei margini in cui questo sia possibile. Se valgono le ipotesi di scuola neoclassiche, poiché in equilibrio deve aversi l'uguaglianza tra saggio marginale di sostituzione tecnica e prezzi relativi, in termini formali:
{\displaystyle SMST_{x_{1},x_{2}}={\frac {\partial Q}{\partial x_{1}}}/{\frac {\partial Q}{\partial x_{2}}}={\frac {p_{1}}{p_{2}}}},
alla variazione dei costi relativi farà seguito un'uguale variazione del SMST. Riferendosi alla figura sopra, lo spostamento lungo l'isoquanto che questo produrrà, e dunque il cambiamento nel rapporto di utilizzo dei due input, sarà maggiore nel caso in cui la tecnologia sia quella rappresentata dalla curva di livello f rispetto alla g.
Casi estremi sono, da un lato, la tecnologia à la Leontief, in cui si ipotizzano coefficienti tecnici fissi ed in cui la funzione di produzione è del tipo:
{\displaystyle Q=f(Min(a_{1}x_{1},a_{2}x_{2},\ldots ,a_{n}x_{n}))},
che è caratterizzata da un'elasticità di sostituzione nulla.
Dall'altro lato, si ha la tecnologia lineare, in cui il SMST è costante lungo gli isoquanti, con funzione di produzione del tipo:
{\displaystyle Q=f(a_{1}x_{1}+a_{2}x_{2}+\ldots +a_{n}x_{n})},
ed in cui l'elasticità di sostituzione è infinita.
Oltre i casi di cui sopra, vengono spesso utilizzate nella teoria economica funzioni di produzione CES, classe di funzioni caratterizzate da elasticità di sostituzione costante. Caso particolare di questa tipologia di funzioni può essere considerata la funzione di produzione Cobb-Douglas, in cui l'elasticità di sostituzione è costante e unitaria.
Se la funzione di produzione ha un rendimento di scala costante e i fattori sono rimunerati secondo la produttività marginale, allora la parte relativa di un fattore nel prodotto interno lordo dipende dall'elasticità di sostituzione. Quando l'elasticità è superiore all'unità, la parte relativa del fattore che cresce di più aumenta. Questa parte resta costante se l'elasticità è unitaria. Dalla formulazione dei famosi fatti stilizzati a opera di Kaldor (1957), si è ritenuto che la quota lavoro e la quota capitale fossero stabili nel tempo e ciò ha giustificato l'utilizzo della funzione di produzione Cobb-Douglas. Negli ultimi anni, il dibattito sull'elasticità di sostituzione si è intensificato a seguito delle evidenze empiriche relative alla caduta della quota lavoro verificatasi a partire dagli anni '80 in quasi tutti i paesi sviluppati.